# مانويل جونسون (لاعب كرة قدم أمريكية)
مانويل جونسون (بالإنجليزية: Manuel Johnson)‏ هو لاعب كرة قدم أمريكية أمريكي، ولد في 14 أكتوبر 1986 في غلمر في الولايات المتحدة.

## وصلات خارجية
- مانويل جونسون على موقع مرجع كرة القدم المحترفة.كوم (الإنجليزية)